# 中园理沙
中园理沙 （日语：／，1984年2月15日—）是日本钢琴家，出生于神奈川县。於索尼音乐注册的艺术家。

## 职业
- 4岁开始弹钢琴。
- 从小接受钢琴和视唱练耳的教育。
- 进入桐朋学園大学音乐学部。
- 她曾荣获多项奖项，包括第一届埃琳娜·里克特国际钢琴比赛第一名、第23届神奈川音乐比赛高级钢琴组第二名。
- 2005年，她以第一名的成绩通过了海外大师班派遣海选。作为奖学金学生被送往俄罗斯国立莫斯科音乐学院。
- 2008年，在桐朋学園大学音乐学部学习期间赢得比赛后，她被雅马哈公司找到并开始在“Lisa's Kirameki Classics♪”系列中表演。
- 此后，音乐杂志《钢琴月刊》因接受一天采访后登上了头版，引起了唱片公司制作人（Aniplex/索尼音乐）的注意。制作人去听了中园的演唱会，在那里她被正式星探发掘，并决定以 CD 形式出道。
- 2009年3月16日从 桐朋学園大学音乐学部毕业，3月18日以专辑《Chopin de GHIBLI》（索尼音乐）出道。此后，一年内有来自全国各地的100多场演唱会邀请，他们正在大力做。此外，还有来自电视、广播、音乐杂志等媒体的众多邀请，以及多次露面。
- 在她的CD首次亮相时，根据唱片公司和她本人的意愿，Risa这个名字的拉丁符号被注册为“LISA”作为索尼音乐艺术家。 （以前的 RISA 表示法）
- 2009年，她入选横须贺演艺系列新人艺术家，演出时被高度评价为“以丰富的表现力而引人注目的年轻才女”。
- 2010年1月，发行第二张专辑《Chopin de Hoshi ni Negai wo》。被选为东京电视台动画《清松神秘学院》中的古典音乐演奏者。此外，她还负责为《Superb Piano》杂志撰写一系列文章，并负责为YAMAHA Disklavier录制13首自动演奏。
- 2012年8月，在粉丝的强烈要求下，中园理沙的官方粉丝俱乐部“Adagio”成立。
- 2013年6月，受邀赴波兰共和国演出音乐会。该模式已在波兰国内电视台播出，活动范围已扩大到海外[1] 。
- 2017年8月，她在捷克布拉格举办钢琴独奏会。
- 2018年5月, 她在中国北京举办钢琴独奏会并担任大师班导师。
- 2019年8月，她担任台湾卓越杯国际音乐比赛评委。 [1] 。
- 2020年4月，她生下了第一个孩子，一个男孩。 [2] 。
- 2021年7月，她生下了第二个孩子，一个男孩。 [2] 。

## 唱片目录
- 吉卜力 de 肖邦（2009年3月18日）
- 肖邦 de《向星星许愿》（2010年1月27日）
- 吉卜力最好的 II（2009年8月26日）

### 负责歌曲的 DVD/蓝光录制
清松神秘学院限量版 Vol.1（2010年9月22日）
贝多芬：华德斯坦第二十一号奏鸣曲
清松神秘学院限量版 Vol.2（2010年10月27日）
列表： 拉坎帕内拉

## 电视外观
- 2009年9月14日（星期一）：tvk（神奈川电视台）

《新闻港》（直播）
- 2009年3月25日（星期三）：tvk（神奈川电视台）

tvk《哈马兰乔》
- 2009年3月上旬 -

东京MX电视台、tvk（神奈川电视台）
15秒、30秒肖邦吉卜力SPOT广播
- 2010年1月下旬 -

东京MX电视台、tvk（神奈川电视台）
SPOT 广播中的 15秒、30秒 Chopin de Star Wishes
- 2010年8月 爱知/Chitahanto 有线电视

## 电视表演者
- 东京电视台《盛松超自然学园》（2010年）

贝多芬：第21号奏鸣曲瓦尔德斯坦（中园理沙演奏）
李斯特：《La Campanella》（中园理沙演奏）

## 杂志散文系列
精湛的钢琴“中园理沙的音乐会全国旅行日记”（2010年-2011年）

## 历史教学
- 川染征继
- 下田浩二
- 朴奎龙
- 石原诚（视唱练耳）

## 脚注
1. 1 2  ピアニスト中園理沙オフィシャルウェブサイトより
2. 1 2  中園理沙Instagramより